# أرجمون صغير
أرجمون صغير (الاسم العلمي:Argemone parva) هو نوع غير مؤكد من النباتات يتبع جنس الأرجمون من الفصيلة الخشخاشية.